# التصنيفات الدولية للكويت
تحتوي هذه المقالة على مختلف التصنيفات الدولية لدولة الكويت.

## التصنيفات الدولية
| المنظمة                          | التصنيف                     | الترتيب   |
| -------------------------------- | --------------------------- | --------- |
| معهد الاقتصاد والسلام            | مؤشر السلام العالمي         | 40 من 144 |
| المنظمة العالمية للملكية الفكرية | مؤشر الابتكار العالمي، 2024 | 71 من 133 |